# Я вибрав волю
Я вибрав волю (англ. I Chose Freedom. The personal and political life of a soviet official) — книжка українського втікача Віктора Кравченка. Бестселер США і Європи.
Книжку написав втікач з Радянського Союзу Віктор Кравченко у 1946 році. У квітні 1946-го вийшов огляд книжки в Нью-Йорк таймс .
В Європі вийшла в 1947 році.
Змальовувала колективізацію в СРСР і завдала серйозного викривального удару по комуністичному режиму та Сталіну. В ній йшлося про злочини сталінського режиму, зокрема про голодомор 1932—1933, про систему Гулаг, про співпрацю урядів Й. Сталіна і А. Гітлера.
Книжка досі популярна  . 
Багато разів перевидавалася, в тому числі через десятки років після першої публікації, як мінімум у 1988  та 2007 .
Видавалась : 
- 73 рази англійською
- 42 рази французькою
- 28 разів німецькою
- 27 разів іспанською [6]
- португальською[7]
- італійською[8]
- китайською[9]
- турецькою[10]
- угорською[11]
- хінді [12]
- тагальською[13]
- бірманською
- польською [14]
- урду [15]
- японською[16]
- арабською[17]
- українською[18]

На неї часто посилаються західні дослідники    . Як мінімум 50 згадок в їх працях .